# Scrumieră

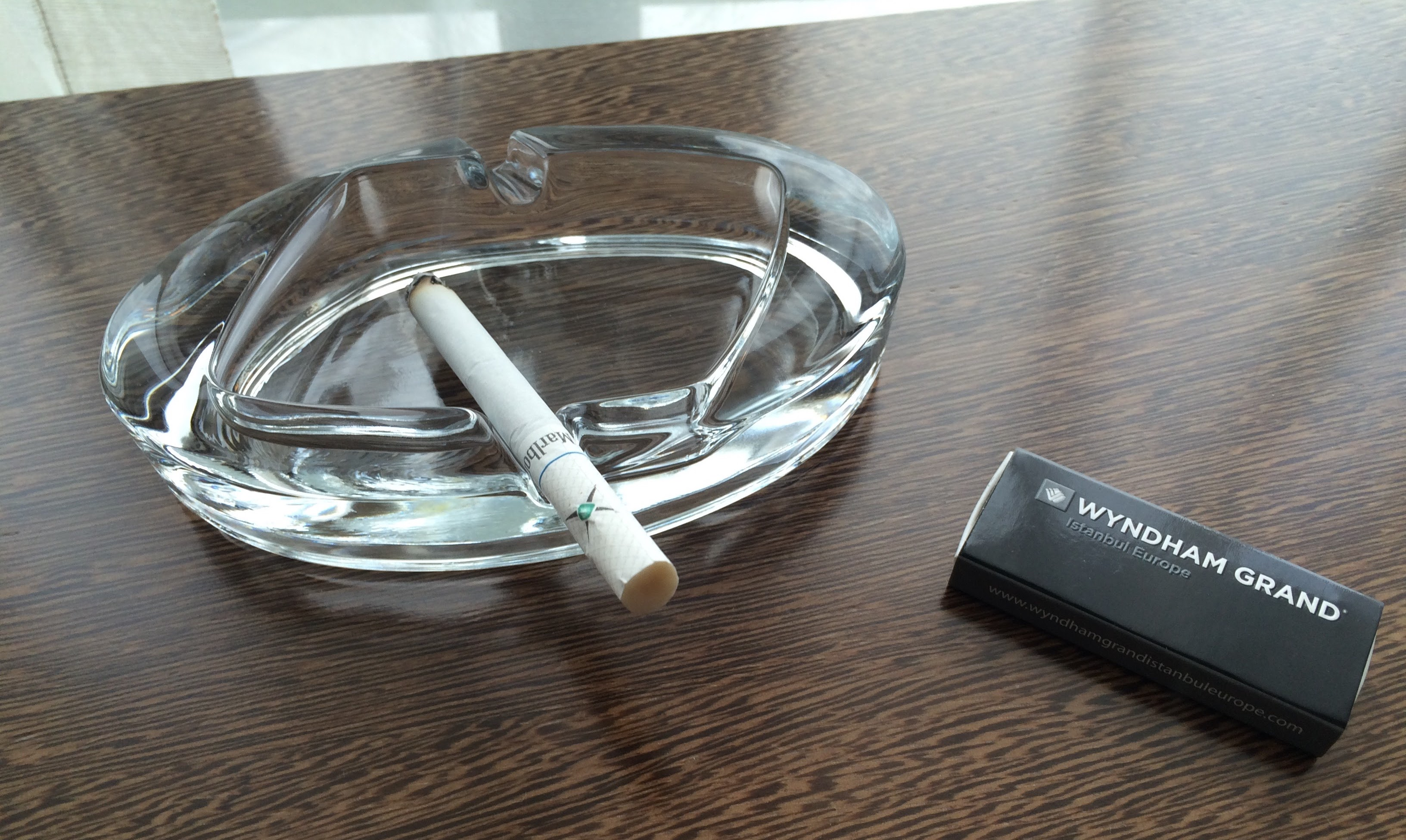
O scrumieră de sticlă

O scrumieră este un obiect (de diferite forme și dimensiuni) în care se scutură scrumul de țigară și de trabuc și se aruncă mucurile și chibriturile arse. Scrumierele sunt realizate de obicei din materiale ignifuge (sticlă, plastic rezistent la căldură, ceramică, metal sau piatră).

## Tipuri

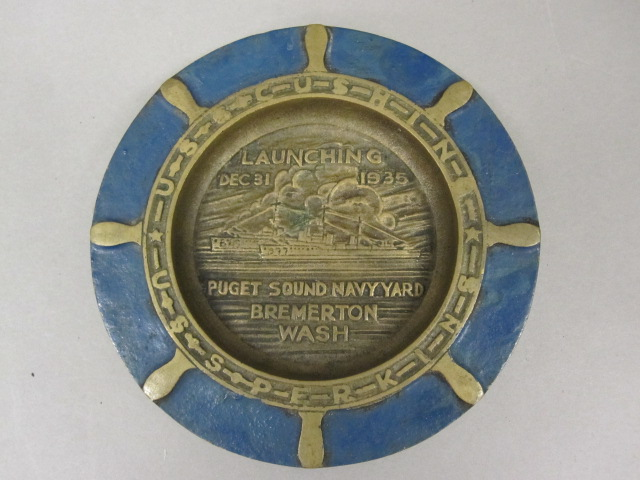
O scrumieră comemorativă cu rol decorativ

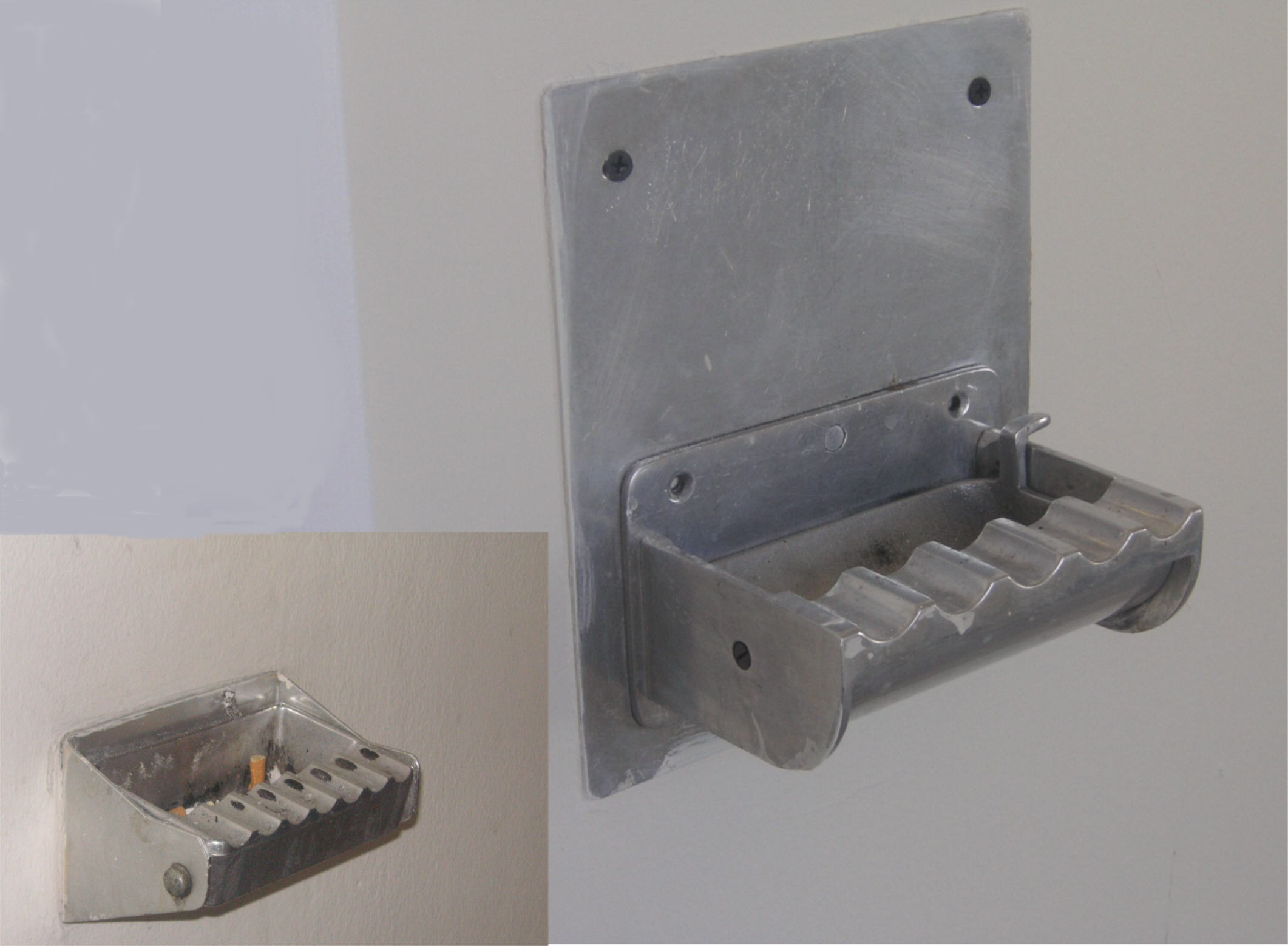
O scrumieră agățată pe perete

Cel mai obișnuit model de scrumieră este un cilindru de mică adâncime cu o bază plană, care este așezat pe o masă. Alte scrumiere, în special în locurile publice, sunt montate pe perete și sunt mai mari decât scrumierele standard datorită utilizării crescute pe care o primesc. Multe scrumiere au crestături pe margine pentru a ține țigările și/sau trabucul. Scrumierele au fost frecvent montate în mașini de lux sau mai mari, înainte de a fi disponibile ulterior ca articole accesorii instalate de distribuitori. De exemplu, mașini precum BMW E38 aveau instalate scrumiere și brichete în ambele portiere din spate.
Cuvântul „scrumieră” a intrat în uzul comun după anul 1926. Nevoia existenței unor astfel de obiecte pentru scuturarea scrumului în spațiul public a crescut în epoca de după cel de-al Doilea Război Mondial când țigaretele au început să fie fabricate în masă cu filtre non-biodegradabile și țigările de foi ieftine au fost vândute în ambalaje din celofan de unică folosință.